# Ruth Kligman
Ruth Kligman (Newark, 25 de janeiro de 1930 - 1 de março de 2010) foi uma pintora abstrata estadunidense, mais comumente conhecida como a musa de vários importantes artistas americanos em meados do século 20 (Jackson Pollock, Willem de Kooning). Kligman contava que Red, Black & Silver, última obra de Pollock, fora um presente de amor do artista para si semanas antes do acidente de carro que o matou, em 1956. Kligman, que também estava no carro, foi a única sobrevivente. O apelido "death-car girl" (garota do carro da morte) fora dado a ela por Frank O'Hara e a assombrou pelo resto da vida. A obra foi a leilão em Nova York em 20 de setembro de 2012, tendo ficado em posse de Kligman até sua morte, em 2010.
Ruth Kligman faleceu no Bronkx, no Calvary Hospital, com 80 anos, sem filhos. Ela residia em Manhattan.

## Vida e obra
Nascida em Newark e filha de pais judeus, Kligman dava indícios de querer viver uma vida artística desde que havia lido a biografia de Beethoven, aos 7 anos. Ela mudou-se para Nova York quando ainda era jovem e começou a pintar profissionalmente em 1958, tendo estudado na Art Students League, na New School for Social Research e na New York University.
Aos 26 anos, trabalhava como assistente em uma pequena galeria, aonde conhecera Pollock (aos 44 anos), separado de sua esposa, Lee Krasner. O relacionamento, iniciado em 1956, durou alguns meses até que a morte do pintor, que estava batalhando com o alcoolismo. Em 11 de agosto de 1956, Pollock bebeu o dia todo antes de acelerar e perder o controle do carro em que estavam viajando. Ele e Edith Metzger morreram no acidente. Kligman foi solta, mas sofreu sérios ferimentos.
Kligman escrevera suas impressões sobre o artista "cansado, triste" e "seu corpo parecia não conseguir ficar de pé sozinho".
Após a morte de Pollock, começou uma relação com de Kooning, com quem viajara para Cuba, Itália e França. Casou-se por sete anos com Carlos Sansegundo, pintor espanhol, e viveu brevemente em Ibiza, embora o centro de sua vida ainda fosse Nova York.

## Livros
- Love Affair: A Memoir of Jackson Pollock (Paperback, 1999)